# Ligne B du métro de Toulouse
Pour les articles homonymes, voir Ligne B.
La ligne B du métro de Toulouse est l'une des lignes du réseau de métro de Toulouse. Elle relie la station Borderouge, au nord, à la station Ramonville, sur la commune de Ramonville-Saint-Agne, au sud-est.
La ligne B est longue de 15,7 kilomètres. Elle passe par les quartiers du nord de Toulouse de Borderouge, Barrière-de-Paris et Les Minimes, puis traverse les boulevards au niveau de Compans-Caffarelli, descend vers le centre-ville, puis vers les quartiers du sud de Toulouse de Saint-Michel, Empalot, Saint-Agne et Rangueil, pour finir son parcours à Ramonville-Saint-Agne.
La ligne est la deuxième ligne du métro toulousain, ouverte en 2007 après 6 ans de travaux. Elle fait aujourd'hui l'objet d'un projet de prolongement au sud, en direction de Labège Madron, afin d'établir une connexion avec la future troisième ligne de métro, la ligne C.
Elle a enregistré, en 2013, 53 millions de validations, ce qui la classe deuxième sur deux lignes. Mais sa fréquentation est en croissance permanente. Elle devrait atteindre prochainement les 60 millions de validations de la ligne A.

Plan de la ligne

## Histoire

### Chronologie
- 3 mars 1998 : Choix de la technologie VAL de Matra, déjà utilisée sur la ligne A[1].
- 11 mai 2001 : Signature des premiers contrats pour la réalisation de la ligne[2].
- août 2001 : Début des travaux[3].
- décembre 2006 - mai 2007 : Journées portes ouvertes pour dévoiler les stations au public[4],[5].
- 27 mai 2007 : Début des tests en condition réelle[6].
- 30 juin 2007 : Inauguration et mise en service de la ligne B[7].

### Études et construction
Le schéma adopté en 1980 pour le futur réseau de transport en commun en site propre (TCSP) de Toulouse prévoit déjà un axe nord-sud reliant Rangueil à Compans-Caffarelli. Le choix du mode n'est à cette époque pas arrêté entre le tramway et le métro.
Forts du succès de la ligne A du métro, inaugurée en 1993, les élus toulousains décident de la construction d'une deuxième ligne. L'avant-projet présenté en 1994 prévoit une ligne entre Ramonville et la Barrière de Paris. Le tracé est prolongé jusqu'à Borderouge en 1996 après concertation.
Alors que le Véhicule Automatique Léger (VAL) de Matra avait été choisi d'office pour la construction de la ligne A, l'agglomération de Toulouse lance un appel d'offres afin de minimiser les coûts de la ligne B. Matra se retrouve ainsi en concurrence avec une offre déposée par Alstom, ayant recours à un métro classique à roulement sur fer. Matra l'emporte finalement sur l'argument de la compatibilité du matériel entre les lignes A et B.
Le choix de Matra Transport International est annoncé en 1998 pour fournir la voie d'équipement, les façades des stations, les réseaux électriques, les automatismes, le poste de contrôle, et trente-cinq rames de type VAL 208, pour un montant total de 1,6 milliard de francs.
Du fait de la longueur importante de la ligne, et pour sécuriser son planning et ses coûts, le chantier du gros-œuvre de la ligne B a été découpé en 6 lots pour un montant total prévisionnel de 6.35 milliards de francs: Les travaux débutent en 2001, après l'obtention de la déclaration d'utilité publique.
|   | Intitulé                  | Stations                                                                                           | Détail des constructions | Entreprises de travaux publics                                             | Montant                |
| - | ------------------------- | -------------------------------------------------------------------------------------------------- | --- | -------------------------------------------------------------------------- | ---------------------- |
| 1 | Tranchée couverte Nord    | Borderouge                                                                                         | Terminus nord (à ciel ouvert), trémie, tunnel, ouvrages de ventilation et d'épuisement des eaux                                           |                                                                            |                        |
| 2 | Tunnel et stations Nord   | Trois-Cocus, La Vache, Barrière-de-Paris, Minimes, Canal-du-Midi, Compans-Caffarelli, Jeanne-d'Arc | Tunnel, ouvrages de ventilation et d'épuisement des eaux                                                                                  | Campenon Bernard, Eiffage                                                  | 749 millions de francs |
| 3 | Secteur Jean-Jaurès       | Jean-Jaurès                                                                                        | Tunnels, ouvrages et aménagements nécessaires à la station de correspondance avec la ligne A                                              |                                                                            |                        |
| 4 | Tunnel et stations Centre | François-Verdier, Carmes, Palais-de-Justice, Saint-Michel, Empalot, Niel (station fantôme)         | Tunnel, ouvrages de ventilation et d'épuisement des eaux. La station fantôme Niel assure la ventilation du tunnel et l'accès des pompiers | Bouygues Travaux Publics, Soletanche Bachy, Razel, Demathieu & Bard, Malet | 653 millions de francs |
| 5 | Tunnel et stations Sud    | Saint-Agne, Saouzelong, Rangueil, Faculté-de-Pharmacie, Université-Paul-Sabatier                   | Tunnel, ouvrages de ventilation et d'épuisement des eaux                                                                                  | GTM Construction, Dumez-GTM, Spie Batignolles                              | 463 millions de francs |
| 6 | Tranchée couverte Sud     | Ramonville                                                                                         | Terminus sud (à ciel ouvert), tunnel, ouvrage d'épuisement des eaux                                                                       |                                                                            |                        |

### Exploitation
La ligne B a été inaugurée le 30 juin 2007 par Jean-Louis Borloo (ministre de l’Écologie), Jean-Luc Moudenc (maire de Toulouse) et Philippe Douste-Blazy (président du Grand Toulouse).
Le coût de construction a été de 1 390 000 000 € HT (valeur 2007), soit environ 89 M€/km (matériel roulant inclus).
Pour fêter la première année de la ligne, Tisséo fait appel à l'agence de design global toulousaine KLD-Design ainsi qu'au street artist local Chat Maigre pour décorer huit cages d'ascenseurs de la ligne : Université-Paul-Sabatier, Saint-Agne–SNCF, Palais-de-Justice, Carmes, Jean-Jaurès, Jeanne-d’Arc, Trois-Cocus, Borderouge.
Depuis septembre 2009, à l'occasion du festival Occitania, l'annonce vocale de la prochaine station se fait en français et en occitan. C'est la même voix féminine qui annonce les stations dans les deux langues.
Le record de fréquentation a été atteint le vendredi 6 décembre 2013 avec 226 444 validations.
Le 9 janvier 2017, la rupture d’une canalisation dans le quartier Saint-Agne provoque l’inondation de la station souterraine Saint-Agne – SNCF. La station est fermée pour une durée estimée de deux semaines au moins, et le trafic interrompu au sud de la station Saint-Michel – Marcel-Langer le temps du pompage de l’eau accumulée dans le tunnel.
Le 12 janvier 2018, la commission nationale du débat public annonce que la concertation publique sur le prolongement au sud, vers la future ligne Toulouse Aerospace Express, se tiendra du 29 janvier au 23 février 2018.
En 2018, pour la première année depuis l'ouverture de la ligne B, cette dernière enregistre plus de validations que la ligne A : 57 millions contre 53,3 millions sur la première ligne du métro toulousain. Cet écart s'explique essentiellement par la fermeture estivale de la ligne A durant quelques semaines, dans le cadre des travaux de doublement de sa capacité. De plus, 2018 marque une forte augmentation de la fréquentation sur la ligne : alors que le trafic n'évoluait que très peu depuis 2012, cette année 2018 marque une augmentation du nombre de voyageurs de plus de 3 millions en un an seulement, sans dépasser cependant la fréquentation maximale de la ligne A, de 57,8 millions de validations en 2016.
Borderouge un garage 3 000 m2 pour une capacité maximale de 48 rames y a été construit en même temps que la ligne B. Voir aussi les ateliers du métro de Toulouse pour les autres lignes.

## Tracé et stations

### Tracé

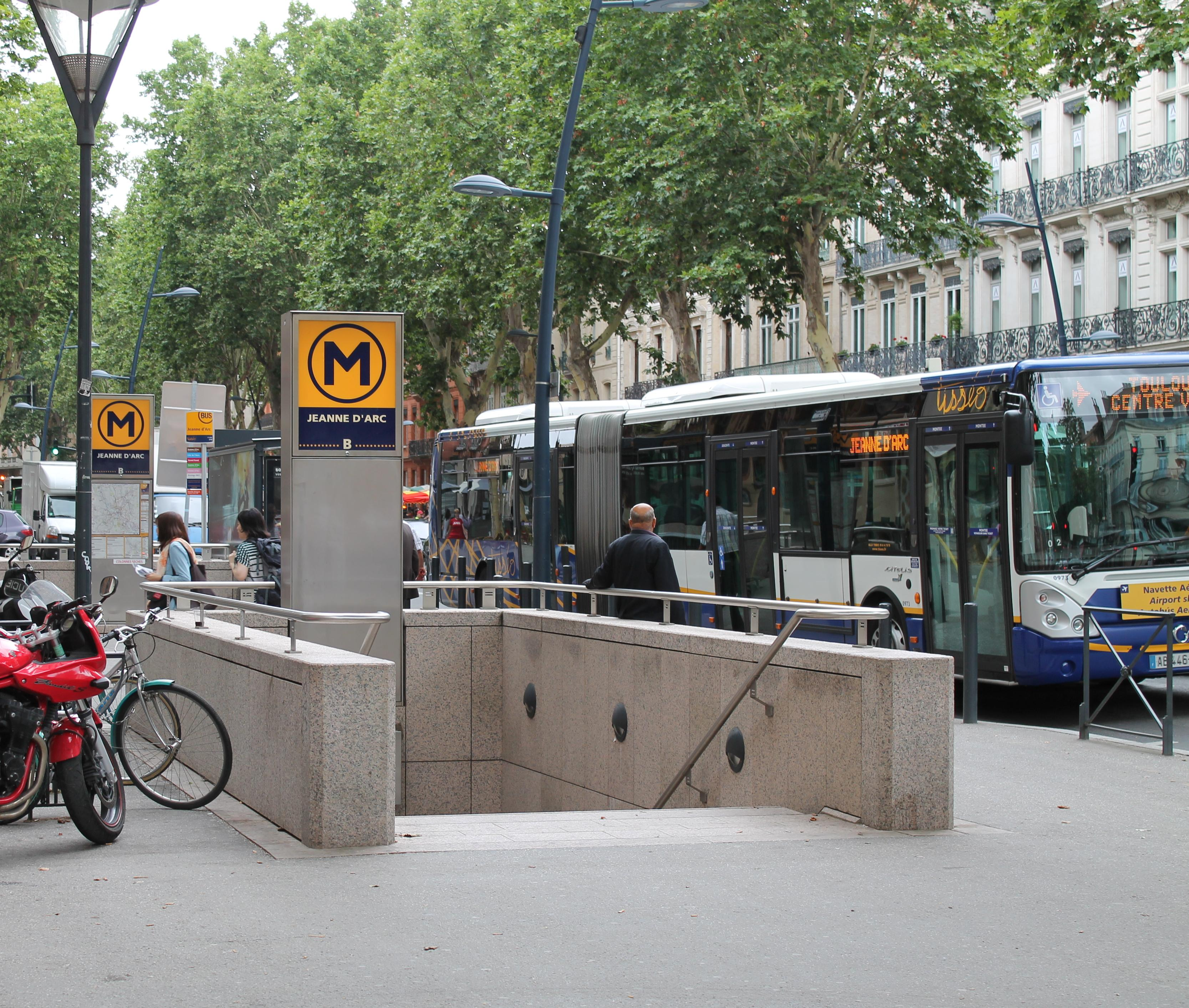
Entrée extérieure de la station Jeanne d'Arc

La longueur totale de la ligne est de 15,7 km. Elle est entièrement souterraine. La ligne B dessert 20 stations au total : 19 à Toulouse, 1 à Ramonville-Saint-Agne. Elle traverse Toulouse du nord, à Borderouge, au sud, à Ramonville.
À noter que, hors la station Jean-Jaurès, étant en correspondance avec la ligne A, les autres stations sont similaires, au bord des quais du moins.
La ligne naît au niveau du Carré de la Maourine, au nord de Toulouse, au cœur du quartier Borderouge. La première station de la ligne, au nord, est la station Borderouge. Cette première station possède un parc relais. La section Borderouge - Trois Cocus est en tranchée couverte .La ligne descend ensuite vers la station Trois Cocus, dans le quartier des Izards. La station marque le début de la section construite au tunnelier. Le métro passe ensuite sous la ligne ferroviaire Bordeaux-Sète.
La ligne descend alors vers le sud, pour arriver à La Vache, futur pôle multimodal, avec une correspondance avec la future ligne Toulouse Aerospace Express. La station se situe au niveau de la rue Paul Verlaine, dans le quartier Barrière de Paris. D'ailleurs, la station suivante, qui porte le nom du quartier, se situe au niveau d'un rond-point, à proximité de nombreux commerces. La ligne continue sa descente, vers les stations Minimes-Claude Nougaro et Canal du Midi, toutes deux situées dans le quartier des Minimes. La station Canal du Midi se situe sur les bords du canal, à côté du Conseil Départemental de la Haute-Garonne. La ligne B passe alors sous le Canal du Midi.

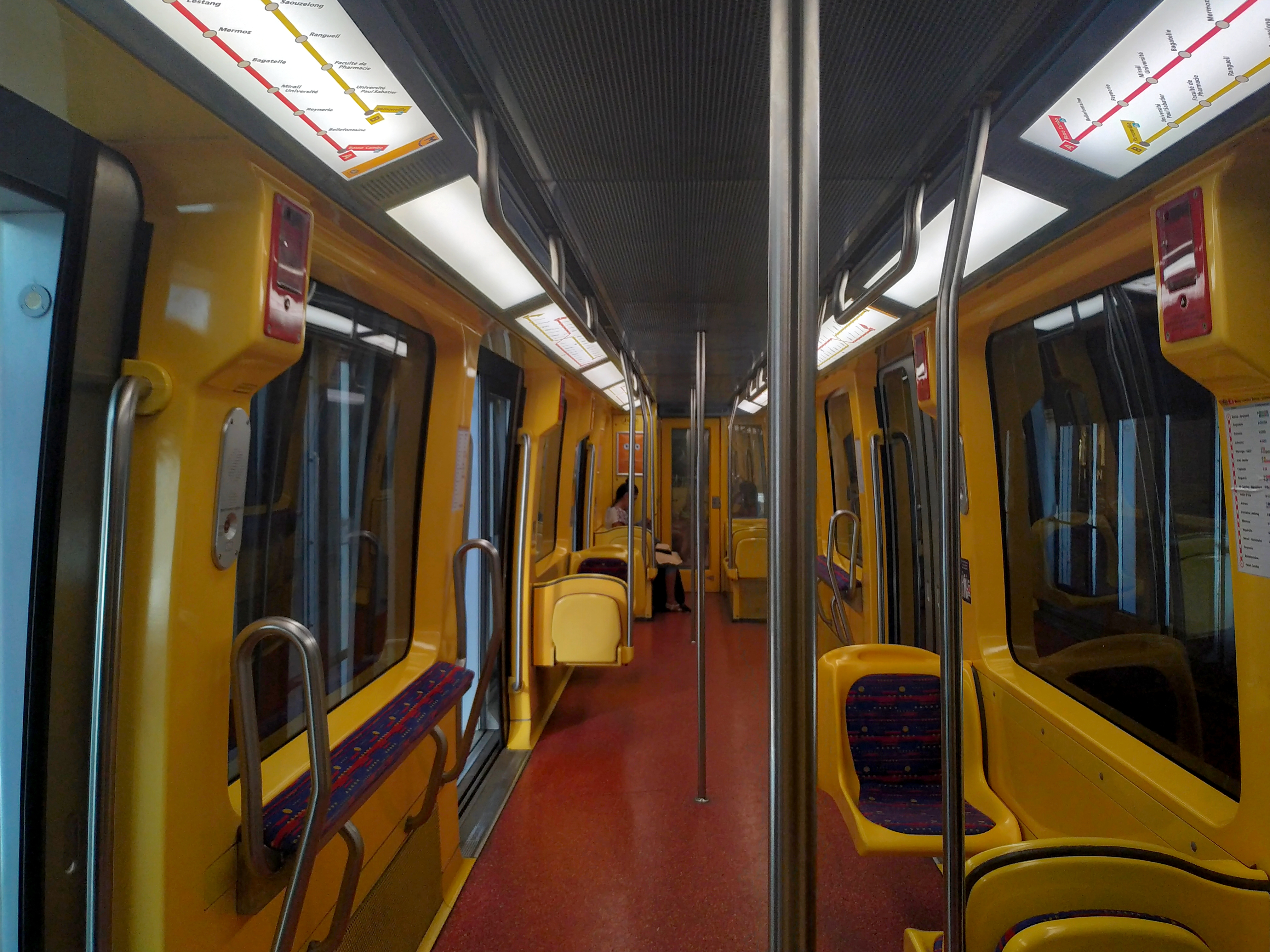
Une rame de la ligne B du métro toulousain

La ligne rentre ensuite dans l'hypercentre toulousain, avec la station Compans-Caffarelli, située sur le Boulevard Lascrosses. La station dessert notamment le quartier d'affaires du même nom, Compans-Caffarelli. Le métro effectue alors une boucle vers l'est pour descendre à la station Jeanne-d'Arc, à proximité de la basilique Saint-Sernin, sur le boulevard de Strasbourg. La station suivante est la station Jean-Jaurès, station de correspondance avec la ligne A du métro. La station est située à côté de la Place Wilson, ainsi que de nombreux monuments toulousains, comme la place du Capitole.

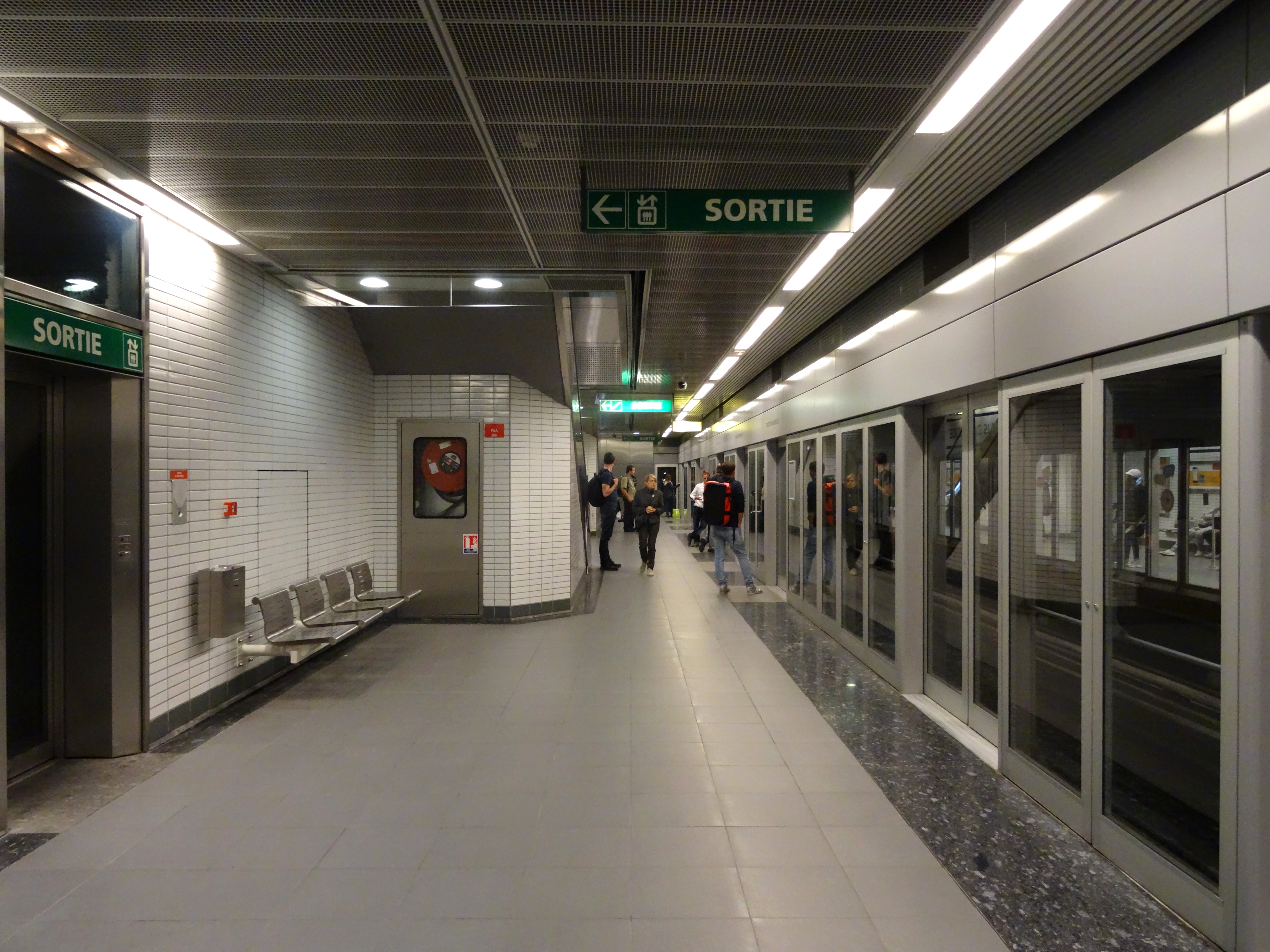
Quais de la station Palais de Justice

La ligne continue vers le sud avec la station François-Verdier, située à côté du monument aux morts, sur le carrefour entre le Boulevard Lazare-Carnot et la Rue de Metz notamment. La ligne fait alors un écart vers l'ouest puis vers le sud avec la station des Carmes, située à côté du célèbre marché toulousain. Le métro descend ensuite vers le sud et la station Palais de Justice, à côté du Pont Saint-Michel. La station est aussi le terminus de la ligne T1 du tramway de Toulouse. La ligne descend ensuite en longeant l'île du Ramier vers la station Saint-Michel-Marcel-Langer, située à proximité du Stadium de Toulouse.
Le métro continue sa descente vers le sud, avec la station Empalot, située à côté de ce même stade, dans le même quartier populaire. Il passe alors au niveau de la station fantôme Niel, seule station fantôme du réseau toulousain. La ligne continue ensuite son trajet vers la station Saint-Agne-SNCF, station en correspondance avec la gare de Toulouse-Saint-Agne, gare de la ligne Toulouse-Bayonne. Le métro descend ensuite vers la station Saouzelong, ainsi que la station Rangueil, à proximité du quartier résidentiel de Rangueil.
Le métro se rapproche des universités du sud-est toulousain, avec les stations Université Paul-Sabatier (station en correspondance avec le Téléphérique de Toulouse) et Faculté-de-Pharmacie, toutes deux situées à côté de l'Université Toulouse III-Paul Sabatier, et le Campus de Rangueil. La section en tunnelier s'achève. Par une tranchée couverte, la ligne arrive ensuite à son terminus : la station Ramonville, seule station de la ligne en dehors de la ville de Toulouse. La station se situe près de l'A623, petite portion du périphérique de Toulouse.

### Liste des stations et correspondances
|  |   |  | Station                    | Coordonnées                 | Commune               | Correspondances Tisséo                 | Correspondances liO   |  |
|  | - |  | -------------------------- | --------------------------- | --------------------- | -------------------------------------- | --------------------- |  |
|  | ■ |  | Borderouge                 | 43° 38′ 27″ N, 1° 27′ 09″ E | Toulouse              | 1926333640414273114                    | 301302351354355       |  |
|  | • |  | Trois Cocus                | 43° 38′ 17″ N, 1° 26′ 39″ E | Toulouse              | 4160                                   |                       |  |
|  | • |  | La Vache                   | 43° 38′ 01″ N, 1° 26′ 08″ E | Toulouse              | L10 5969                               |                       |  |
|  | • |  | Barrière de Paris          | 43° 37′ 37″ N, 1° 26′ 02″ E | Toulouse              | 152941110Stade Ernest-Wallon           | 351352372377          |  |
|  | • |  | Minimes Claude Nougaro     | 43° 37′ 14″ N, 1° 26′ 09″ E | Toulouse              | 29                                     |                       |  |
|  | • |  | Canal du Midi              | 43° 36′ 56″ N, 1° 26′ 02″ E | Toulouse              | 1570Cimetières                         |                       |  |
|  | • |  | Compans-Caffarelli         | 43° 36′ 38″ N, 1° 26′ 09″ E | Toulouse              | L1 146370Aéroport                      | 343362363365369373388 |  |
|  | • |  | Jeanne d’Arc               | 43° 36′ 31″ N, 1° 26′ 43″ E | Toulouse              | L1L9 1415232939AéroportCimetièresVille |                       |  |
|  | • |  | Jean Jaurès                | 43° 36′ 21″ N, 1° 26′ 56″ E | Toulouse              | L1L8L9 14152329Ville                   |                       |  |
|  | • |  | François Verdier           | 43° 36′ 02″ N, 1° 27′ 07″ E | Toulouse              | L1L8L9 29                              |                       |  |
|  | • |  | Carmes                     | 43° 35′ 52″ N, 1° 26′ 44″ E | Toulouse              | 44Ville                                |                       |  |
|  | • |  | Palais de Justice          | 43° 35′ 32″ N, 1° 26′ 41″ E | Toulouse              | 66                                     |                       |  |
|  | • |  | Saint-Michel Marcel Langer | 43° 35′ 08″ N, 1° 26′ 51″ E | Toulouse              |                                        |                       |  |
|  | • |  | Empalot                    | 43° 34′ 48″ N, 1° 26′ 31″ E | Toulouse              | L4L5 4454152                           |                       |  |
|  | • |  | Saint-Agne SNCF            | 43° 34′ 49″ N, 1° 26′ 59″ E | Toulouse              | 34115                                  | 21\|22\|23\|24\|25    |  |
|  | • |  | Saouzelong                 | 43° 34′ 47″ N, 1° 27′ 33″ E | Toulouse              | 44                                     |                       |  |
|  | • |  | Rangueil                   | 43° 34′ 30″ N, 1° 27′ 42″ E | Toulouse              | 2380                                   |                       |  |
|  | • |  | Faculté de Pharmacie       | 43° 34′ 05″ N, 1° 27′ 52″ E | Toulouse              | 4478                                   |                       |  |
|  | • |  | Université Paul Sabatier   | 43° 33′ 39″ N, 1° 27′ 48″ E | Toulouse              | 34445456788182115                      | 303350383             |  |
|  | ■ |  | Ramonville                 | 43° 33′ 21″ N, 1° 28′ 35″ E | Ramonville-Saint-Agne | L6 273779111112 119                    | 303350                |  |

Les terminus et les principaux pôles d'échanges sont indiqués en gras
Une station fantôme est située entre les stations Empalot et Saint-Agne - SNCF : la station Niel. Cette « station fantôme » est visible depuis le métro et assure la ventilation et l'accès pompiers,.
Les noms des stations sont traduits en occitan dans certaines annonces.

### Station fantôme

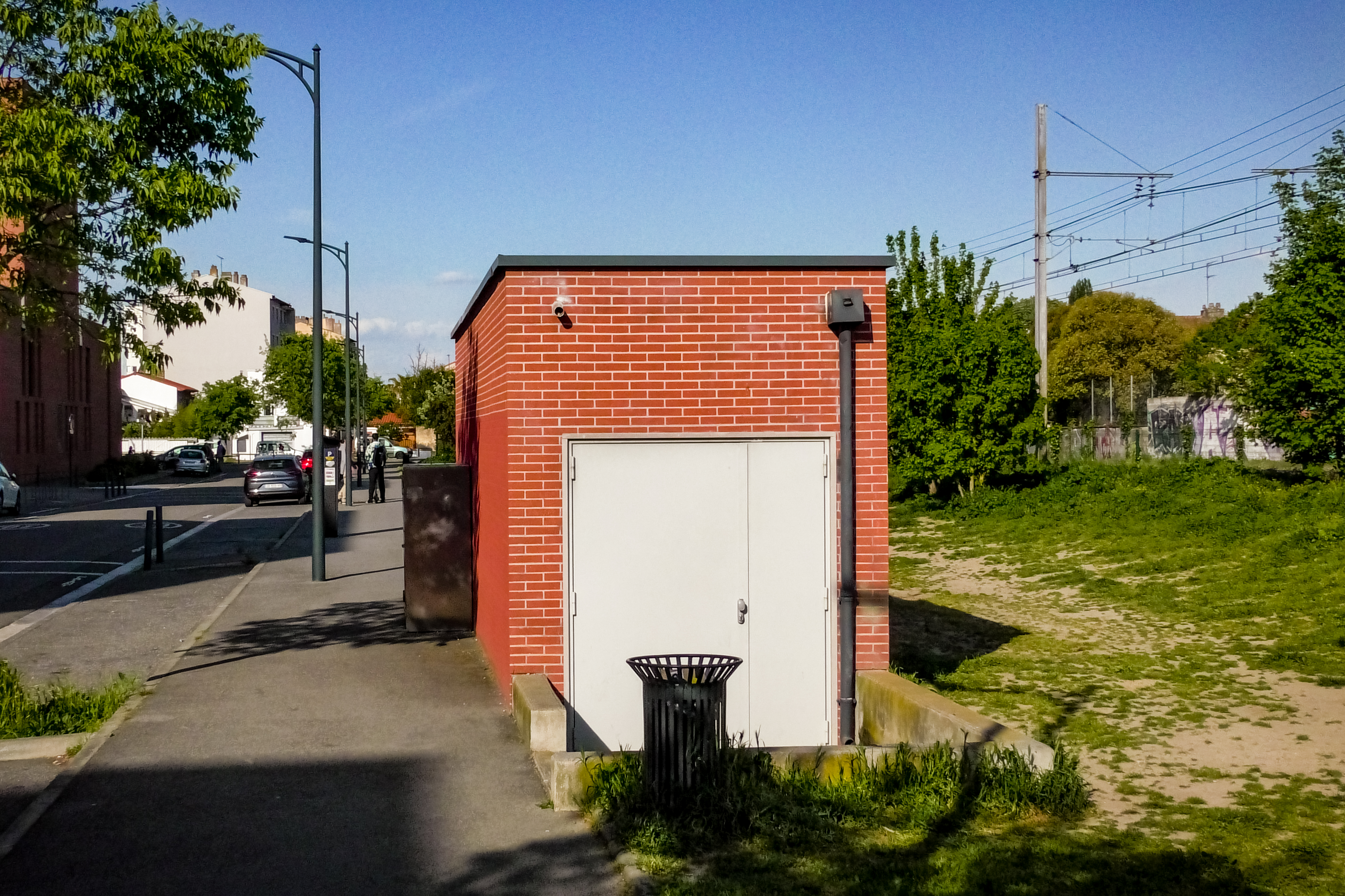
L'accès condamné, situé en surface sur l'impasse de la Charbonnière, à la station Niel. Situé entre le rectorat et la ligne de chemin de fer de Toulouse à Bayonne

- Station Niel : La station Niel est une station fantôme située sous la caserne Niel, entre les stations Empalot et Saint-Agne-SNCF. Elle assure la ventilation ainsi que l'accès aux pompiers[21].

En 2024, diverses études sont menées en vue de sa mise en service.

### Correspondances avec le réseau principal
- Ligne A : station Jean-Jaurès, station Carmes (à proximité de la station Esquirol)
- Ligne T1 : station Palais-de-Justice
- Linéo 1 (L1) : stations Compans-Caffarelli, Jeanne-d'Arc, Jean-Jaurès, François-Verdier
- Linéo 4 (L4) : station Empalot
- Linéo 5 (L5) : station Empalot
- Linéo 6 (L6) : station Ramonville
- Linéo 8 (L8) : stations François-Verdier, Jean-Jaurès
- Linéo 9 (L9) : stations Jean-Jaurès, François-Verdier
- Linéo 10 (L10) : station La Vache
- Navette Aéroport : stations Jeanne-d'Arc, Compans-Caffarelli, Jean Jaurès
- Téléo : station Université-Paul-Sabatier

### Parc relais
Deux parcs relais pour les automobilistes arrivant de la banlieue et souhaitant emprunter les transports en commun sont situés à proximité des deux stations accueillant les terminus de plusieurs lignes de bus, à savoir :
- Borderouge, dont le parc dispose de 1 130 places ;
- Ramonville, dont le parc dispose de 1 050 places.

### Dépôt et atelier
Le dépôt et l'atelier du métro est situé au terminus nord de la ligne, après la station Borderouge.

### Desserte
Le parcours complet de la ligne dure 26 minutes et 30 secondes, la vitesse commerciale moyenne des rames est de 33 km/h.
Le premier départ des terminus a lieu à 5h15 sur la ligne A, le dernier départ a lieu en semaine à minuit, à 3h pour les jeudis, vendredis et samedis.
L'intervalle entre chaque rame dépend, comme sur l'autre ligne du métro toulousain, de l'horaire : 1 min 20 aux heures de pointe, 4 minutes en soirée les jeudis, vendredis et samedis, 5 minutes en heures creuses la semaine, 7 minutes en soirée la semaine et en heures creuses les dimanches et jours fériés, et enfin 9 minutes en début de service.

### Matériel roulant
En 2020 la ligne compte 45 rames de VAL 208 type VAL 208 NG et VAL 208 NG2 une version améliorée de la première.

### Personnel d'exploitation
Chez Tisséo, il existe différentes tâches qui doivent être effectuées pour permettre une bonne gestion de la ligne du métro :
- la maintenance du matériel roulant est effectuée par des électrotechniciens, des électriciens, des mécaniciens et enfin des carrossiers, qui veillent au bon fonctionnement des rames ;
- la maintenance des installations et des infrastructures ;
- l'exploitation du métro automatisé est géré par des opérateurs du métro, depuis une salle de contrôle ;
- la communication et l'information des voyageurs ;
- la qualité et le respect de l'environnement sont notamment gérés par des chargés d'études ;
- la sûreté, la sécurité est gérée par des vérificateurs de perception, des agents de prévention ainsi que des responsables d'équipes ;
- l'ingénierie ainsi que les projets sont gérés par des ingénieurs, des chefs de projet et des assistants méthode.

Le métro est cependant principalement géré au quotidien par des opérateurs du métro (celui-ci étant automatique, donc sans conducteurs), ainsi que par des agents d'entretien.

### Tarification et financement

Une Carte Pastel

Sur cette ligne comme sur toutes les autres lignes de métro, bus ou tram de l'agglomération, il existe des billets magnétiques : aller simple, aller-retour (2 déplacements), 10 déplacements, illimités journée, illimités 2 journées, Tribu (2 à 12 personnes, avec 12 déplacements sur le billet) et le ticket soirée. Il existe aussi la Carte Pastel, une carte sans contact, avec laquelle des tarifs spécifiques sont appliqués, par exemple pour les étudiants ou les personnes âgées, avec une réduction, ce qui n'est pas possible sur un ticket magnétique. La Carte Pastel est une carte multi-services puisqu'elle est valable dans plusieurs réseaux : TER Midi-Pyrénées, Réseau Arc-en-ciel et Tarn'bus. Bien évidemment, les tarifs appliqués selon les modes sont différents.
Le financement du fonctionnement de la ligne (entretien, matériel et charges de personnel) est assuré par Tisséo., l'autorité organisatrice des transports en commun toulousains.

### Trafic
Ce tableau récapitule le trafic selon les années de la ligne B :
| 2007 | 17 300 000 |      |            |
| 2008 | 38 900 000 |      |            |
| 2009 | 40 900 000 |      |            |
| 2010 | 44 200 000 |      |            |
| 2011 | 46 799 322 |      |            |
| 2012 | 50 000 000 |      |            |
| 2013 | 51 900 000 |      |            |
| 2014 | 52 300 000 |      |            |
| 2015 | 52 100 000 |      |            |
| 2017 | 53 900 000 |      |            |
| 2018 | 57 000 000 |      |            |
| 2019 | 58 200 000 |      |            |
| 2020 | 35 202 000 |      |            |
| 2021 | 41 812 210 |      |            |
| 2022 | 50 697 680 |      |            |
| 2023 | 55 861 443 | 2024 | 57 790 031 |

## Projets d’aménagement

### Doublement de la capacité de la ligne
Une fois le doublement de la capacité de la ligne A (8 janvier 2020) et le Toulouse Aerospace Express (2028) réalisés, il est envisagé de procéder à un doublement de la capacité de la ligne B. Cet aménagement sera cependant moins lourd que pour la ligne A, car le gros œuvre des stations est d'ores et déjà réalisé en conséquence.

### Prolongement au sud

#### Projet initial (avant la ligne C. ex: Aerospace Express)
Un prolongement a été étudié pour 2019 de Ramonville jusqu’à La Cadène à Labège. D’une longueur d’environ 5 km, il comportera un viaduc d’environ 4,5 km et cinq stations aériennes. Seul le passage sous le canal du Midi sera souterrain. Sa maîtrise d'œuvre sera assurée par la société Arcadis. Le coût total de l'extension est d'environ 420 millions € dont près de 300 millions seront financés par le Sicoval et le Conseil général de la Haute-Garonne. Il a été soumis à la Commission nationale du débat public en novembre 2012. La Commission a décidé qu'il n'y a pas lieu d'organiser un débat public sur le projet.
Le financement évalué à 362 M€ en septembre 2013 devrait être assuré par Tisséo et le Sicoval à hauteur de 141 M€ chacun, avec un complément de 80 M€ du conseil général. Le montage financier est atypique ; il est lié au raccord d'un hypermarché et à la vente de droits à construire auprès de plusieurs promoteurs sur 35 hectares autour du futur terminus à Labège Gare, mais aussi l’extension de la galerie commerciale par Unibail Rodamco. Le 18 décembre 2014, l'État a donné le feu vert au prolongement de la ligne B du métro. Il devrait participer au financement à hauteur de 20 millions d'euros. L'enquête publique s'est tenue du 2 avril au 18 mai 2015,.

#### Projet final approuvé

Tracé du prolongement de la ligne B et Téléo (ligne rose), dans le contexte du Toulouse Aerospace Express.

À partir de 2014, le projet de prolongement entre en concurrence avec le Toulouse Aerospace Express, projet de troisième ligne de métro. En juillet 2016, le consensus se dégage de ne réaliser que les deux stations les plus au nord du prolongement, Parc du Canal et Institut National Polytechnique, la partie du prolongement au sud de l’INPT étant transférée au Toulouse Aerospace Express, mais avec trois stations au lieu de quatre. Dans cette configuration, Institut National Polytechnique deviendrait une troisième station de correspondance entre le TAE et la ligne B, et le terminus de la ligne B. Le prolongement serait réalisé en voie double jusqu’au Parc du Canal, puis à voie unique jusqu’au terminus de la ligne,. Cette configuration aura un impact sur l'exploitation de ce prolongement : arrivées à l'actuel terminus Ramonville, 1 rame sur 4 empruntera cette nouvelle section. La fréquence y sera alors d'une rame toutes les 6 minutes. Ce nouveau trajet se ferait en 3 minutes. Le coût de ce prolongement réduit serait de 220 M€.
La Commission nationale du débat public est une nouvelle fois saisie du projet le 25 octobre 2017. Le projet soumis à la CNDP fait 2,7 km et prévoit la construction de deux nouvelles stations aériennes au sud-est de l'agglomération. D'un coût estimé  à l'époque à 182.5 M€, il serait réalisé majoritairement en aérien. Une section souterraine en tunnel bitube est prévue pour franchir le canal du Midi et l'avenue Pierre-Georges-Latécoère. La Commission nationale du débat public a décidé de l'organisation d'une concertation préalable qui se déroule du 29 janvier au 23 février 2018 et dont le garant est Jean-Claude Ruysschaert. Une nouvelle enquête publique, concomitante avec celle du Toulouse Aerospace Express, a eu lieu du 6 juin au 18 juillet 2019,. La commission d'enquête publique donne un avis favorable au projet sans aucune réserve.
L'extension de la ligne B est déclarée d'utilité publique le 7 février 2020. Le coût est actualisé à 227 M€ en 2021. Sa mise en service est prévue fin 2027.
Le tunnel est creusé par le tunnelier Clémence Isaure. Le creusement s'achève en septembre 2024.
|  |   |  | Station       | Coordonnées                 | Commune               | Correspondances Tisséo |
|  | - |  | ------------- | --------------------------- | --------------------- | ---------------------- |
|  | • |  | Ramonville    | 43° 33′ 21″ N, 1° 28′ 35″ E | Ramonville-Saint-Agne | L627377988111112 119   |
|  | • |  | Parc du Canal | 43° 33′ 03″ N, 1° 29′ 19″ E | Ramonville-Saint-Agne | 111                    |
|  | ■ |  | Labège Madron | 43° 33′ 04″ N, 1° 30′ 18″ E | Labège                | (en projet)            |

### Prolongement au nord (abandonné)
Un autre projet a été proposé en novembre 2006 par le maire de L’Union : prolonger le métro de Borderouge à L’Union. Le principal argument est la surcharge des routes du nord-est toulousain par les voitures et les bus, nécessitant l’arrivée d’un transport en commun en site propre.
Mais un bus en site propre ne pourrait pas être réalisé : le conseil général de la Haute-Garonne, propriétaire des routes les plus fréquentées, interdit l’abattage des arbres. Ainsi, seul un tramway contournant ces routes (proposé par Pierre Cohen, ancien maire de Toulouse) ou un métro (le prolongement de la ligne B est réalisable) en permettrait la desserte.
Aucune étude n’a été réalisée et le projet n’est pas inscrit au plan de déplacements urbains.

## Tourisme

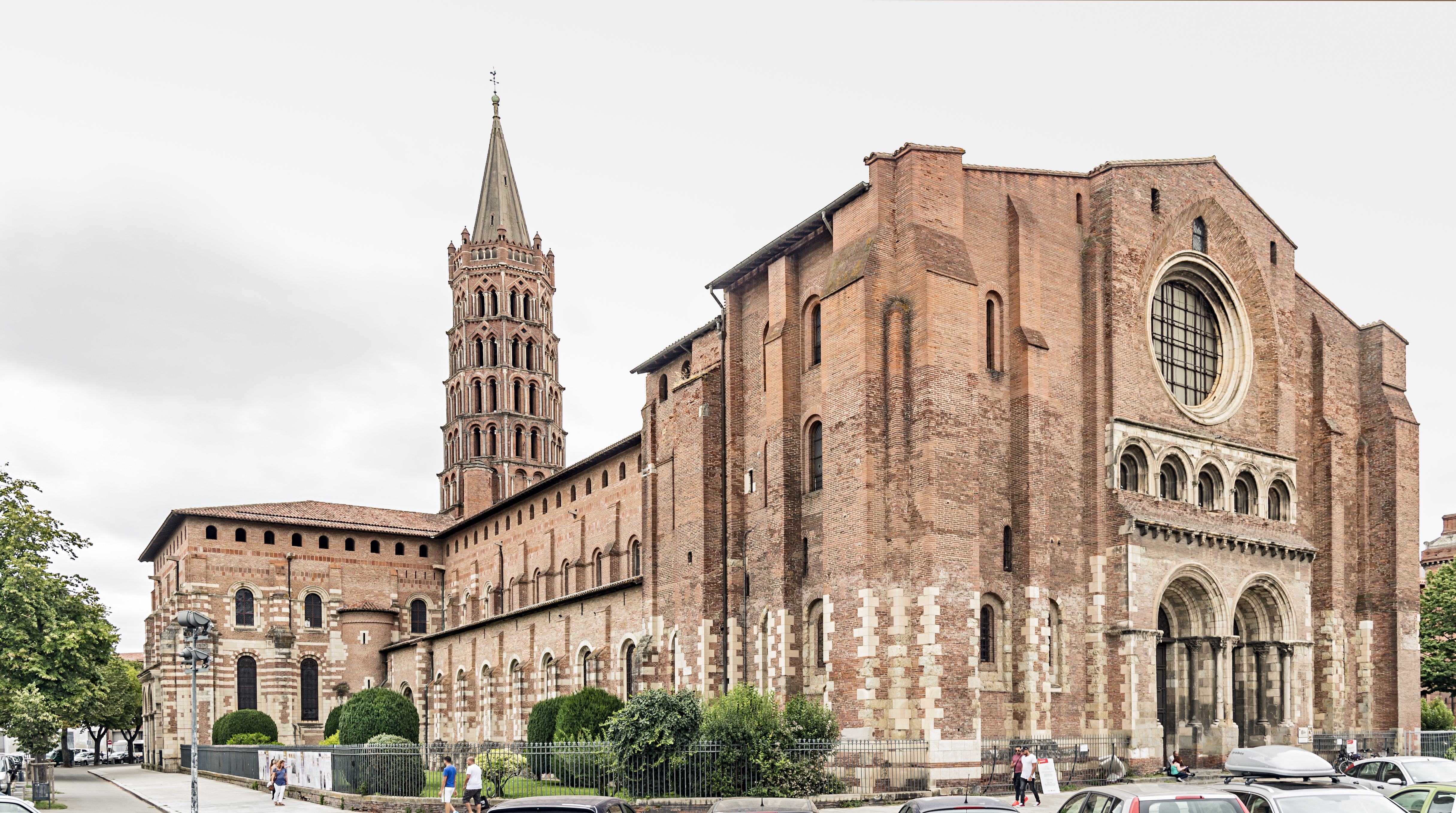
La Basilique Saint-Sernin, accessible depuis la station Jeanne-d'Arc.

La ligne B traverse Toulouse du nord-ouest au sud-est, et dessert de nombreux monuments et quartiers touristiques, comme :
- le canal du Midi (station Canal-du-Midi)
- le jardin japonais (station Compans-Caffarelli)
- la basilique Saint-Sernin, le quartier Saint-Sernin et le Musée Saint-Raymond (station Jeanne-d'Arc)
- la place Wilson, le théatre national de Toulouse, la rue Alsace-Lorraine et la place du Capitole (station Jean-Jaurès)
- la cathédrale Saint-Étienne, la Halle aux grains et le Grand Rond (station François-Verdier)
- le marché des Carmes, le musée des Augustins et le quartier Esquirol (station Carmes)
- le jardin des Plantes et le muséum d'histoire naturelle (station Palais-de-Justice)
- le Stadium (station Empalot)